# Podobothrus bermudensis
Podobothrus bermudensis is een vlokreeftensoort uit de familie van de Podoceridae. De wetenschappelijke naam van de soort is voor het eerst geldig gepubliceerd in 1985 door Barnard & Clark.